# Schloss Kreutzburg
Schloss Kreutzburg (auch Schloss Kreuzburg geschrieben, lettisch Krustpils pils) ist ein auf eine Ordensburg zurückgehendes Schloss im lettischen Krustpils. Es gilt als eines der am besten erhaltenen  Schlösser in Lettland und steht seit dem 16. Dezember 1998 unter Denkmalschutz.

## Geschichte

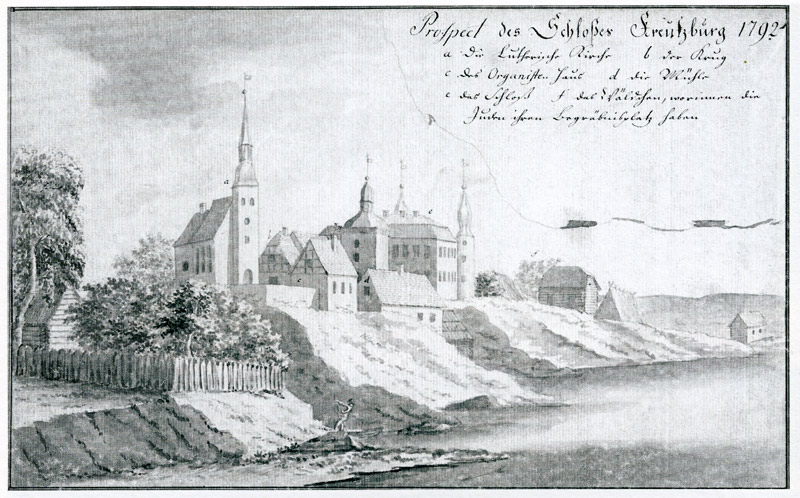
Darstellung des Schlosses von 1792

Die erste schriftliche Erwähnung einer dem Erzbistum Riga gehörenden Burg stammt aus dem Jahr 1318. Sie war die östlichste erzbischöfliche Burg an der Düna und schützte die nach Osten führenden Handelsstraßen. Im Jahr 1359 nahm der Livländische Orden sieben Burgen des Rigaer Erzbistums, darunter die Kreutzburg, ein. Im Frühjahr 1559 verbrannten russische Truppen das unverteidigte Kreutzburg, stellten die Burg jedoch wieder her, nachdem Truppen von Herzog Magnus sie eingenommen hatten. Von 1561 bis 1772 stand Kreutzburg unter Herrschaft von Polen-Litauen. Am 1. März 1585 übertrug Stephan Báthory Kreutzburg an Nikolai von Korff, dessen Familie die zum Schloss umgebaute Anlage bis zu den lettischen Agrarreformen von 1920 besaß. Nachdem die Räumlichkeiten 50 Jahre lang nicht bewirtschaftet und dem Verfall preisgegeben waren, wurde das Schloss nach 1991 saniert. Heute befindet sich darin ein Geschichtsmuseum.

## Architektur
Im 18. Jahrhundert wurde an der Stelle der Burg teilweise unter Verwendung alter Mauerteile ein Schloss errichtet. Seine Türme stammen aus der Zeit der Romantik, auch der große viereckige Torturm stammt erst aus dem 18. Jahrhundert, als in Livland bei den Herrenhäusern solche festungsartigen Einfahrtstürme besonders beliebt waren. An der Ostseite eines rechteckigen Hofes liegt der Wohnflügel mit zwei runden Ecktürmen. Der alte erhaltene Torturm tritt an der Westseite aus dem Burgbering hervor, an der Südwestecke befindet sich ein drittes rundes Ecktürmchen.

## Belege
1. 1 2  
Gatis Pavils: Krustpils medieval castle, Zugriff am 5. Februar 2019.
2. ↑  
Website der nationalen lettischen Kulturerbeverwaltung (lettisch), Zugriff am 5. Februar 2019.
3. 1 2  
Karl von Löwis of Menar: Burgenlexikon für Alt-Livland. Walters und Rapa, Riga 1922, S. 74 (Digitalisat (Memento vom 3. März 2016 im Internet Archive)).
4. ↑  
Armin Tuulse: Die Burgen in Estland und Lettland (= Verhandlungen der gelehrten estnischen Gesellschaft. Band 33). Dorpater Estnischer Verlag, Dorpat 1942, S. 104 (PDF; 15,5 MB).